# ماري شريدر
ماري شريدر (بالإنجليزية: Marie Schrader)‏ (لقب الولادة لامبرت) هي شخصية خيالية ظهرت في مسلسل الجريمة الدرامي من إيه إم سي اختلال ضال، والمسلسل المشتق من الأفضل الاتصال بسول جسّدت الشخصية بيتسي براندت، وهي زوجة هانك، وأخت سكايلر وايت زوجة والتر وايت. في هذا المسلسل، تعمل ماري تقني أشعة. لا تتردد في تقديم النصيحة للآخرين ولكنها غالبًا ما تفشل في ممارسة ما تعظ به. إنها تسرق قسريًا من المتاجر—وهو على ما يبدو عرض واضح من أعراض هوس السرقة—وهو سلوك جعلها ترى معالج نفسي لها. تبدو ضحلة ومتمحورة حول الذات ولكنها تهتم بشدة بزوجها وأسرة أختها. تقريبا جميع أدوات المنزل والملابس الخاصة بها هي من اللون الأرجواني.